# 新房鄉 (鄰水縣)
新房鄉，是四川省鄰水縣曾经下辖的一个乡。

## 沿革[1]
- 1953年7月18日，第七區公所增建新房鄉人民政府。1955年10月6日，新房鄉併入袁市鄉，新房鄉人民政府撤銷。